# Cowarts
Cowarts és una població dels Estats Units a l'estat d'Alabama. Segons el cens del 2000 tenia 1.546 habitants.

## Demografia
Segons el cens del 2000, Cowarts tenia 1.546 habitants, 603 habitatges, i 469 famílies. La densitat de població era de 82,4 habitants/km².
Dels 603 habitatges en un 32,3% hi vivien nens de menys de 18 anys, en un 58,9% hi vivien parelles casades, en un 15,8% dones solteres, i en un 22,1% no eren unitats familiars. En el 18,6% dels habitatges hi vivien persones soles el 6,8% de les quals corresponia a persones de 65 anys o més que vivien soles. El nombre mitjà de persones vivint en cada habitatge era de 2,56 i el nombre mitjà de persones que vivien en cada família era de 2,9.
Per edats la població es repartia de la següent manera: un 24,7% tenia menys de 18 anys, un 8,8% entre 18 i 24, un 28,1% entre 25 i 44, un 27,5% de 45 a 60 i un 10,9% 65 anys o més.
L'edat mediana era de 36 anys. Per cada 100 dones hi havia 92,3 homes. Per cada 100 dones de 18 o més anys hi havia 89,6 homes.
La renda mediana per habitatge era de 36.688 $ i la renda mediana per família de 41.198 $. Els homes tenien una renda mediana de 28.281 $ mentre que les dones 19.464 $. La renda per capita de la població era de 17.793 $. Aproximadament el 10,3% de les famílies i el 13,1% de la població estaven per davall del llindar de pobresa.

## Poblacions més properes
El següent diagrama mostra les poblacions més properes.